# Polystichum wirtgenii
Polystichum wirtgenii är en träjonväxtart som beskrevs av Hahne. Polystichum wirtgenii ingår i släktet Polystichum och familjen Dryopteridaceae. Inga underarter finns listade.